# Вырып
Вырып — река в России, течёт по территории Корткеросского района Республики Коми. Образуется слиянием рек Малый Вырып и Большой Вырып. Устье реки находится в 3 км по левому берегу реки Певк. Длина реки составляет 4 км.

## Данные водного реестра
По данным государственного водного реестра России относится к Двинско-Печорскому бассейновому округу, водохозяйственный участок реки — Вычегда от истока до города Сыктывкар, речной подбассейн реки — Вычегда. Речной бассейн реки — Северная Двина.
Код объекта в государственном водном реестре — 03020200112103000017658.